# Phrudocentra albimacula
Phrudocentra albimacula är en fjärilsart som beskrevs av W. Warren 1904. Phrudocentra albimacula ingår i släktet Phrudocentra och familjen mätare. Inga underarter finns listade i Catalogue of Life.